# Grundvik norra
Grundvik norra är den norra bebyggelsen i Grundvik i Hortlax socken i Piteå kommun, Norrbottens län. SCB klassade detta område från 2005  till 2023 som en del av småorten Grundvik för att 2023 klassa området till en egen småort,